# Muralles de Santa Coloma de Queralt
Muralles de Santa Coloma de Queralt és un monument del municipi de Santa Coloma de Queralt (Conca de Barberà) declarat bé cultural d'interès nacional.

## Descripció
De les antigues muralles només es conserven algunes torres al passeig de la Muralla i quatre portals. Les torres del Portal d'en Roca són de planta quadrada i actualment es fan servir com a habitatge. Una d'elles va ser restaurada a finals del segle XX i té merlets. Les torres del Portal de la Font també són de planta quadrada i han estat transformades per adaptar-les a habitatge. Conserven algunes espitlleres.
Al carrer Sant Roc es conserva una altra torre de planta quadrada on s'han practicat grans obertures per adaptar-ho a la funció d'habitatge.
El portal de Sanou o de Cervera té una doble arcada d'arc de mig punt, l'exterior és de dovelles petites i té una gran profunditat i l'interior té dovelles molt grans. Al costat del portal hi ha una torre de planta semi octogonal amb diferents finestres i balcons oberts al convertir-se en habitatge.
El portal de Santa Coloma té a sobre seu la Castlania, un edifici molt modificat al llarg del temps amb fet de pedra del país amb les cantoneres fetes amb grans carreus. El portal és una arcada d'arc de mig punt rebaixat adovellat per les dues bandes. El sostre que queda a l'interior del portal està fet amb bigues de fusta i tramades de guix. Damunt l'arcada a la part interior hi ha una petita capella amb la imatge de Santa Coloma.
El portal de Santa Maria o del Vicari, al costat de l'església, és d'arc rebaixat a les dues bandes; l'interior està cobert amb una volta de pedra reforçat a la meitat amb un arc adovellat. L'arrencada d'aquest arc per una banda queda tapada pel peu del campanar i per l'altre arrenca des d'una mènsula; a la clau de l'arc hi ha esculpit un escut amb la data de 1635. A sobre del portal hi ha les dependencies de la rectoria.
El portal d'en Martí, a la plaça del Portalet, és d'arc de mig punt adovellat i l'interior del pas és pla i té bigues de fusta.

## Història
La vila de Santa Coloma es va formar a partir de tres nuclis: la Vila Vella (al voltant de l'església), la Vila Nova (prop de la Carlania) i el castell. Aquests nuclis van anar creixent fins que es van unir, cap a la fi del segle xiii, i es va construir una muralla que els tancava. Aquesta muralla va ser ampliada diverses vegades.
Del portal de Sant Martí sortia el camí de la Llacuna conegut també com a camí dels Molins. Del portal de Santa Coloma sortia el camí ral de Montblanc i el camí del poblet de Savallà. Del portal del Sanou sortia el camí ral a Cervera, per això també se'l coneix com a Portal de Cervera (i també com a portal del Senyor).